# Wolfgang Hattmannsdorfer

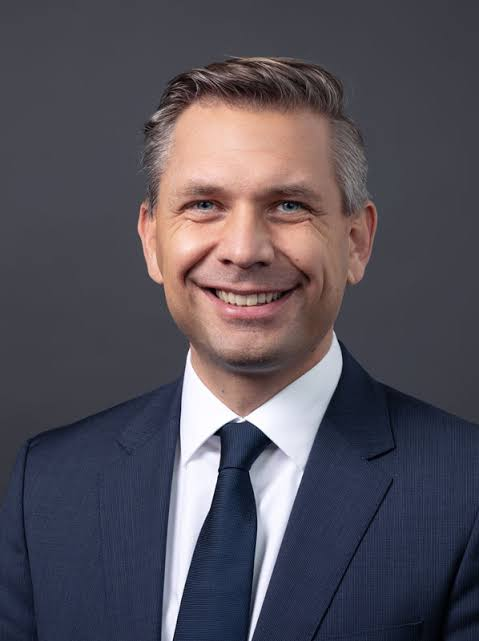
Wolfgang Hattmannsdorfer (2024)

Wolfgang Hattmannsdorfer (* 20. November 1979 in Linz) ist ein österreichischer Politiker (ÖVP) und Bundesminister für Wirtschaft, Energie und Tourismus in der Bundesregierung Stocker. Vorher war er von 24. Oktober 2024 bis 3. März 2025 Abgeordneter zum Nationalrat. Von 23. Oktober 2021 bis 24. Oktober 2024 war er oberösterreichischer Landesrat für Soziales und Jugend in der Landesregierung Stelzer II. 

## Leben und Ausbildung
Hattmannsdorfer besuchte von 1986 bis 1990 die Volksschule VS 40 in Linz und setzte seine Schulausbildung am Europagymnasium Auhof in Linz fort, wo er 1998 maturierte. Nach seinem Grundwehrdienst beim Militärkommando Oberösterreich von Oktober 1998 bis Mai 1999 begann er ein Studium der Wirtschaftswissenschaften an der Johannes Kepler Universität Linz und schloss dieses 2003 mit dem Magistergrad ab. Während dieser Zeit absolvierte er ein Auslandssemester an der National Taiwan University in Taipei sowie eine Summer School an der University Indonesia in Jakarta und der Gadjah Mada University in Yogyakarta. Während seines Studiums wurde er Mitglied der katholischen Studentenverbindung K.A.V Austro-Danubia Linz im ÖCV.
Von 2005 bis 2007 promovierte er an der Johannes Kepler Universität Linz im Fach Sozial- und Wirtschaftswissenschaften. Die zusammen mit Paul Eiselsberg verfasste Dissertation zur geografischen Segmentierung des oberösterreichischen Wählermarktes, wurde 2008 mit dem von der ÖVP gestifteten Leopold-Kunschak-Wissenschaftspreis ausgezeichnet. 

## Berufliche Laufbahn
Hattmannsdorfer begann seine berufliche Laufbahn während seines Studiums. Im Jahr 2003 wechselte er als Referent in den Landtagsklub der ÖVP Oberösterreich, wo er bis 2009 tätig war. Danach wurde er stellvertretender Landesgeschäftsführer der ÖVP Oberösterreich, ehe er im April 2013 Michael Strugl als Landesgeschäftsführer der OÖVP folgte, eine Position, die er bis Oktober 2021 ausübte.
Zusätzlich zu seiner politischen Tätigkeit war Hattmannsdorfer in verschiedenen Aufsichtsräten und Funktionen in parteinahen und halböffentlichen Unternehmen tätig, darunter bei der OÖ Wohnbau Gesellschaft, eine für den Wohnungsbau gemeinnützige GmbH und der Oberösterreichischen Landesholding GmbH.

## Politische Laufbahn
Seine politische Karriere begann Hattmannsdorfer im Jahr 2009, als er Mitglied des ÖVP-Landesparteivorstands wurde. Seit Juli 2010 ist er zudem Mitglied im Vorstand der Politischen Akademie in Wien. Von April 2010 bis September 2015 war er Mitglied des Linzer Gemeinderats. Im Oktober 2015 wurde er Abgeordneter zum Oberösterreichischen Landtag, wo er bis Oktober 2021 tätig war. Ab dem 23. Oktober 2021 war Wolfgang Hattmannsdorfer Landesrat für Soziales, Integration und Jugend in der oberösterreichischen Landesregierung. In dieser Funktion war er für die Bereiche Soziales (mit Ausnahme der Opferinteressenvertretung), Sozialhilfeträger-Land (mit Ausnahmen), Jugendbetreuung und -förderung (mit Ausnahme des Jugendschutzes), die Altenbetreuungsschule des Landes Oberösterreich in Linz sowie das Migrationswesen zuständig. Als Sozial- und Integrationslandesrat der Landesregierung Stelzer II folgte ihm am 24. Oktober 2024 Christian Dörfel nach.
Im Juli 2024 wurde bekannt, dass Hattmannsdorfer ab dem 1. Januar 2025 Karlheinz Kopf als Generalsekretär der Wirtschaftskammer Österreich (WKO) ablösen wird. Zudem kandidierte er bei der Nationalratswahl 2024 auf dem fünften Platz der ÖVP-Bundesliste und wurde am 24. Oktober 2024 als Abgeordneter zum Nationalrat angelobt.
Im Rahmen der Regierungsverhandlungen 2024 zwischen ÖVP, SPÖ und NEOS fungierte Wolfgang Hattmannsdorfer als Chefverhandler für den Themen-Cluster „Wirtschaft und Infrastruktur“.

## Privates
Wolfgang Hattmannsdorfer ist verheiratet und Vater von zwei Kindern.